# Jaime Laya

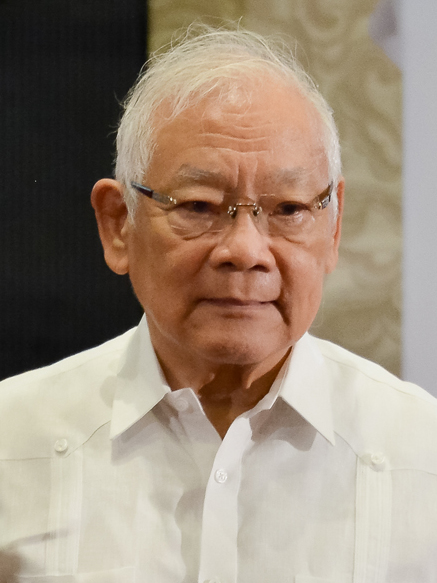
Jaime Laya in 2019

Jaime C. Laya (Manilla, 8 januari 1939) was een Filipijns bankier en minister. Fernandez was de 5e gouverneur van de Filipijnse centrale bank, de Bangko Sentral ng Pilipinas.

## Biografie
Jaime C. Laya werd geboren op 8 januari 1939 in de Filipijnse hoofdstad Manilla. Zijn ouders waren hoogleraar en schrijver Juan Laya en Silvina Del Carmen. Fernandez studeerde bedrijfskunde aan de University of the Philippines en behaalde daar in 1957 summa cum laude zijn bachelor-diploma. Aansluitend vertrok hij naar de Verenigde Staten voor vervolgstudies. In 1960 behaalde hij een master-diploma Industrial Management aan Georgia Institute of Technology en in 1965 voltooide hij zijn Ph.D. aan Stanford University.
Na zijn afstuderen was Laya werkzaam op de faculteit bedrijfskunde van de University of the Philippines. Van 1976 tot 1968 was hij assistent-decaan. Aansluitend was Laya tot 1974 decaan van de faculteit. Daarnaast gaf hij van 1968 tot 1978 les in Financiën. Van 1973 tot 1974 was hij partner van het accountantskantoor Sycip, Gorres and Velayo. In 1974 werd Laya benoemd tot assistent-gouverneur (Deputy Governor) van de Filipijnse Centrale Bank. Deze functie bekleedde hij tot 1978.
In 1975 werd Laya bovendien benoemd tot Minister van Budget in het kabinet van president Ferdinand Marcos. Deze functie vervulde hij tot hij in 1981 werd aangesteld als 5e gouverneur van de Filipijnse Centrale Bank. Nadat het Internationaal Monetair Fonds in 1984 een onverklaarbare terugval van de nationale reserves ontdekte, nam Laya ontslag en werd hij benoemd tot minister van Onderwijs, Cultuur en Sport. Marcos benoemde daarop Jose Fernandez jr. tot nieuwe gouverneur van de Centrale Bank.
Na de val van Marcos was hij actief als ondernemer. Hij richtte J.C. Laya & Co., Ltd. op, dat later werd hernoemd naar Laya Mananghaya & Co. Laya gaf leiding aan dit bedrijf tot zijn pensionering in 2004. Daarnaast was hij in 2003 voorzitter en president van de Association of Certified Public Accountants in Public Practice. Ook was Laya van 1996 tot 2001 voorzitter van de National Commission for Culture and Arts.
Fernandez trouwde met Alicia Sandoval en kreeg met haar drie dochters en een zoon.